# Skogstorps naturreservat
Skogstorps naturreservat är ett naturreservat i Södertälje kommun i Stockholms län.
Området är naturskyddat sedan 2015 och är 49 hektar stort. Reservatet omfattar en höjd och dess sluttningar och en mindre våtmark. Reservatet består av barrnaturskog med tall och gran.